# 廖亦崟
廖亦崟（William Liao，1985年10月7日—），藝名威廉，臺灣男藝人，前男子團體Lollipop@F成員。畢業於醒吾科技大學企業管理學系。

## 生平
威廉出生於台中市，生長在體育世家，父母均為體育老師，他在國立清水高中曾經是啦啦隊隊員，也是跆拳道和柔道藍帶，在大學是田徑校隊，專長是800m和1500m。
威廉為Channel V節目模范棒棒堂的第二代男孩，雖然在第一次淘汰賽中未有突出的表現，但憑著陽光男孩的形象及燦爛的笑容，被選中為棒棒堂出道六人之一，成為台灣偶像團體，目前活躍於電視圈，並有參與戲劇及主持。另外，威廉曾跟節目模范棒棒堂的助教劉容嘉、周杰倫之前的御用MV導演珍妮花、郭雪芙、郭書瑤傳緋聞，但在2013年承認劉容嘉是夢中情人。
2017年12月，威廉因第二次無緣入選金鐘獎最佳主持人提名榜，加上想把重心換到演藝事業，決定請辭《娛樂百分百》主持人一職。在歡送會被制作單位獻上特製的大型金馬獎和金鐘獎座。

## 個人生活
2021年12月24日，廖亦崟在社群媒體宣布與卓君澤求婚成功。2022年4月20日，兩人登記結婚。2023年10月12日，兒子（百香果）誕生。

## 逃避兵役事件
由於有藝人王大陸意圖逃避兵役的前例，在檢警擴大調查之後，2025年5月14日中午威廉在自己的臉書動態寫下「自己將會主動配合面對」，並表示已在綠島的派出所投案說明（因正值錄製《食尚玩家》外景節目），經紀人表示，相關後續將會配合警方調查，經移送至臺灣新北地方檢察署複訊威廉被諭令50萬元交保。。事發後由威廉所主持的節目《食尚玩家》、《來吧！哪裡怕》和《效廉出發吧》全部暫停主持，另外才主持一集的節目《雙面威廉》公共電視台表示證實將與威廉終止合作。2025年6月16日新北地檢署宣布偵結威廉逃避兵役案，依《妨害兵役治罪條例》、《刑法》偽造文書等罪對威廉起訴，威廉經紀人回應尊重司法判決，後續會按照司法程序進行。

## 音樂作品

### 個人創作
| 發行日期      | 專輯名稱     | 曲目          | 演唱者 | 創作部份 |
| ------------- | ------------ | ------------- | ------ | -------- |
| 2009年6月19日 | 《我是傳奇》 | 《Loga Loga》 | 威廉   | 填詞     |

### 單曲
- 《天堂有多遠？》 （吳宗憲、林柏昇、任賢齊、鐘昀呈、竇智孔、柯有倫、陳漢典、廖亦崟（威廉），藝人黃鴻升逝世紀念曲）(2020年9月發表）。

## 影視作品

### 電視劇
| 首播年份 | 各地首播頻道                                     | 劇名                                    | 角色               | 性質       |
| -------- | ------------------------------------------------ | --------------------------------------- | ------------------ | ---------- |
| 2007年   | 台灣：民視 新加坡：衛視中文台 香港：無綫電視J2台 | 《黑糖瑪奇朵》                          | 威廉（蔣立名）     | 男主角     |
| 2007年   | 新港台：Channel V                                | 《愛情來了》 （模范偶像劇）             | 狄龍               | 男主角     |
| 2008年   | 台灣：衛視中文台 新加坡：衛視中文台              | 《黑糖群俠傳》                          | 足球雙俠           | 客串       |
| 2009年   | 新港台：Channel V                                | 《狼牙棒》 （模范賀年短劇）             | Peter/君怡         | 多角       |
| 2009年   | 新港台：Channel V                                | 《廖問之越V風雲》                       | 超級賽亞人         | 男主角     |
| 2011年   | 台灣：八大綜合台                                 | 《美樂。加油》                          | Lollipop-F－大明星 | 第三集客串 |
| 2012年   | 台灣：壹電視官網、壹電視手機APP                  | 《內衣少女》 (微電影)                   | 宋以祥             | 男主角     |
| 2012年   | 台灣：三立電視                                   | 完全娛樂特別企劃 《張芸京音樂愛情故事》 | 廖威廉             | 男主角     |
| 2013年   | 台灣：三立都會台、東森綜合台                     | 《愛情女僕》                            | Alex               | 客串       |
| 2015年   | 台灣：台視、三立都會台、東森綜合台               | 《聽見幸福》                            | 沈威廉             | 男配角     |
| 2015年   | 台灣：TVBS、台視                                 | 《唯一繼承者》                          | 高柏宇             | 客串       |
| 2016年   | 台灣：酷瞧                                       | 《愛呀 午休時刻》（第二季）             | 余達安             | 男主角     |
| 2016年   | 中國大陸：搜狐                                   | 《親愛的，公主病》                      | 周維               | 男配角     |
| 2017年   | 香港：奇妙電視                                   | 《閃婚100天》                           | 阮彥廷             | 男主角     |
| 2019年   | 中國大陸：優酷                                   | 《水男孩》                              | 陳浩厚             | 男主角     |
| 2021年   | 台灣：東森綜合台                                 | 《神之鄉》                              | 王大勇             | 男配角     |
| 2022年   | Disney+、bilibili                                | 《正義的算法》                          | 曾駒嘉             | 男配角     |
| 2024年   | 中國大陸：北京衛視、江蘇衛視                     | 《但願人長久》                          | 阿志               | 男配角     |

### 電影
| 上映年份 | 上映日期 | 片名                         | 角色         | 同片演員                                             | 性質   |
| 2008年   | 4月24日  | 《六樓后座2家屬謝禮》        | 大明星(威廉) | Lollipop棒棒堂、江若琳、鄭融、農夫、曾志偉、林嘉欣等 | 客串   |
| 2015年   | 2月19日  | 《吉星高照2015》             | 保镖(威廉)   | 曾志偉、陳嘉樺、王祖藍等                             | 客串   |
| 2015年   | 4月10日  | 《台北夜游團團轉》           | 飛輪         | 關楚耀、許維恩、自由發揮、陸永、雞排妹               | 客串   |
| 2016年   | 1月3日   | 《愛上花豹女》               | 何翰強       | 六月、柯淑勤、楊銘威、張翰、林雨宣                   | 男主角 |
| 2016年   | 9月2日   | 《報告班長7 勇往直前》       | 趙世界       | 庹宗華、趙駿亞、李興文、黃姵嘉、劉國劭               | 男主角 |
| 2016年   | 9月15日  | 《愛的邂逅》                 | 金捷仕       | 程予希、黃世超、俞小凡、謝君豪                       | 男主角 |
| 2017年   | 5月14日  | 《熱血情敵》(網路電影)       | 吳山         | 曾詠熙、陈子由、杨欣冉                               | 男主角 |
| 2017年   | 9月15日  | 《地圖的盡頭》               | 范子旭       | 楊千霈、日比野玲、鍾瑶、呂雪鳳、喜翔、蔡安妍、吳以涵 | 男主角 |
| 2018年   | 4月21日  | 《刺客榮耀-荊軻》(網路電影)  | 韓浪         |                                                      |        |
| 2018年   | 12月21日 | 《奇門大盜過江龍》(網路電影) |              |                                                      |        |
| 2019年   | 2月28日  | 《龍轉乾坤》(網路電影)       | 大路         |                                                      |        |
| 2020年   |          | 《絕地出擊》(網路電影)       | 威霸天       |                                                      |        |
| 2021年   |          | 《泰味兒》                   |              |                                                      |        |

## 主持作品

### 大型晚會
| 年份 | 節目                             | 頻道       | 備註                   |
| ---- | -------------------------------- | ---------- | ---------------------- |
| 2021 | 《2021桃園萬聖城》變裝演唱會     | 年代MUCH   | 搭檔瑪麗               |
| 2021 | 《2021新北市歡樂耶誕城》演唱會   | TVBS歡樂台 | 搭擋黃子佼、風田、朵拉 |
| 2022 | 《2022新北市歡樂耶誕城》演唱會   | TVBS歡樂台 | 搭擋黃子佼、風田、朵拉 |
| 2023 | 《2024臺北最High新年城跨年晚會》 | TVBS歡樂台 | 搭檔Lulu、風田、朵拉   |

### 節目主持
| 年份   | 日期 | 電視台              | 名稱                      | 主持人                                                                               | 性質               |
| 2006年 | 08月14日起 | Channel V           | 第一屆《模范棒棒堂》      | 范范、Lollipop棒棒堂、容嘉、小香                                                     | 底迪               |
| 2007年 | 全年 | Channel V           | 第一屆《模范棒棒堂》      | Lollipop棒棒堂、范范、容嘉、小香                                                     | 底迪               |
| 2007年 | 不定時 | Channel V           | 《娛樂NP3》               | Lollipop棒棒堂                                                                       | 代班               |
| 2007年 | 不定時 | Channel V           | 《我愛黑澀會》            | 黑人老大、Lollipop棒棒堂、容嘉、小香                                                 | 輪流播任助教       |
| 2007年 | 10月27日起 | Channel V           | 《LOLLIPOP哪裡怕》        | Lollipop棒棒堂                                                                       | 主持人             |
| 2007年 | 04月2日—04月6日 | TVBS-G              | 《娛樂新聞》              | Lollipop棒棒堂                                                                       | 代班一週           |
| 2008年 | 至08月29日 | Channel V           | 第一屆《模范棒棒堂》      | Lollipop棒棒堂、范范、容嘉、小香                                                     | 底迪               |
| 2008年 | 至04月19日 | Channel V           | 《LOLLIPOP哪裡怕》        | Lollipop棒棒堂                                                                       | 主持人             |
| 2008年 | 不定時 | Channel V           | 第二屆《模范棒棒堂》      | 范范、Lollipop棒棒堂、容嘉、小香                                                     | 輪流擔任助教       |
| 2008年 | 08月25日－11月5日 | Channel V           | 《無敵青春克》            | 威廉、吳克群                                                                         | 主持人             |
| 2009年 | 03月2日－07月30日 | Channel V           | 第三屆《模范棒棒堂》      | 范范、Lollipop棒棒堂、容嘉、小香                                                     | 底迪               |
| 2009年 | 05月28日 | 星空衛視            | 《星空八爪娛》            | Lollipop棒棒堂                                                                       | 嘉賓主持           |
| 2009年 | 6月-9月 | 星空衛視            | 《星空八爪娛》—棒棒一志棒 | Lollipop棒棒堂                                                                       | 輪流主持           |
| 2009年 | 07月20日－10月15日 | Channel V           | 《Welcome 外星人》        | 威廉、阿緯、蔡康永                                                                   | 主持人             |
| 2010年 | 07月4日起 | 華娛衛視            | 《KKBOX 音樂互聯》        | Lollipop@F                                                                           | 輪流兩人主持       |
| 2010年 | 10月27日 | 八大綜合台          | 《娛樂百分百》            | 敖犬、威廉、小鬼                                                                     | 代班主持           |
| 2011年 | 全年 | 華娛衛視            | 《KKBOX 音樂互聯》        | Lollipop@F                                                                           | 輪流兩人主持       |
| 2011年 | 05月1日－07月31日 | 八大綜合台          | 《驚奇４潮男》            | Lollipop@F                                                                           | 主持人             |
| 2012年 | 至03月25日 | 華娛衛視            | 《KKBOX 音樂互聯》        | Lollipop F                                                                           | 輪流兩人主持       |
| 2012年 | 07月20日 08月16日 08月18日 08月24日 08月31日 09月17日 09月21日 09月22日 09月26日 10月1日 10月3日 10月10日 10月12日 10月22日 10月26日 10月27日 10月29日(訪問Lena的部份) 10月31日 11月2日 11月3日 11月24日 11月28日 11月29日 12月3日 12月5日 12月8日(訪問Miss A的部份) 12月10日 | 八大綜合台          | 《娛樂百分百》            | 威廉、敖犬、小煜 (只在 2012年） —代班 小豬、愷樂、小鬼                               | 代班主持           |
| 2012年 | 09月21日 | 三立都會台          | 《完全娛樂》              | 敖犬、威廉                                                                           | 代班主持           |
| 2012年 | 10月8日—10月25日 | 第三頻道、 第四頻道 | 《臺北，遊你真好》        | Lollipop@F                                                                           |                    |
| 2013年 | 02月26日起 | 八大綜合台          | 《娛樂百分百》            | 威廉、敖犬、羅志祥、愷樂、小鬼                                                       | 與敖犬入主成為主持 |
| 2013年 | 3月25日—5月20日 | 超級電視台          | 《神馬好時光》            | 威廉、小煜、 蝴蝶姐姐                                                                | 主持人             |
| 2014年 | 全年 | 八大綜合台          | 《娛樂百分百》            | 威廉、敖犬、 羅志祥、愷樂、小鬼                                                      | 輪流兩人主持       |
| 2016年 | 5月30日起 | 網路節目            | 《天菜健身房》            | 威廉、小煜、 阿緯                                                                    | 主持人             |
| 2016年 | 8月18日起 | 網路節目            | 《TA們說》                | 威廉、曲家瑞、戴祖雄、薛仕凌                                                         | 主持人             |
| 2017年 | 4月-12月19日 | 八大綜合台          | 《娛樂百分百》            | 威廉、 羅志祥、愷樂、宇辰、Wish、Masha                                               | 主持人             |
| 2020年 | 4月6日-暫停中 | TVBS歡樂台          | 《食尚玩家》              | 與鍾欣愉、哈孝遠、大谷主水、梁赫群、納豆、舒子晨、張文綺、威廉、風田、張立東         | 主持人             |
| 2020年 | 10月11日-2022年9月24日、2023年9月9日 | 台視主頻            | 《綜藝三國智》            | 與納豆、王少偉、李易、張立東、瑪麗、花花、鯰魚哥、風田、哈孝遠、大元、黃豪平（關主） | 主持人             |
| 2022年 | 1月8日-9月10日 | 三立都會台          | 《綜藝玩很大》            | 與郭靜、何美、林柏昇、紀卜心、謝坤達、吳宗憲                                         | 固定班底           |
| 2022年 | 10月25日-2月6日 | 東森超視            | 《請問 今晚住誰家》       | 與許效舜                                                                             | 週一時段主持人     |
| 2023年 | 2月12日-暫停中 | 東森超視            | 《效廉出發吧！》          | 與許效舜                                                                             | 主持人             |
| 2024年 | 12月7日-暫停中 | TVBS                | 《來吧！哪裡怕》          | Lollipop@F                                                                           |                    |